# Aprenent a conduir
Aprenent a conduir (títol original en anglès: Learning to Drive) és una pel·lícula estatunidenca de l'any 2014, dirigida per la cineasta catalana Isabel Coixet, amb guió de Sarah Kernochan, que es va basar en un article escrit per Kathy Pollitt al diari The New Yorker; protagonitzada per Patricia Clarkson, com a Wendy, reeixida editora de llibres que pren lliçons de conducció amb l'instructor Darwan (Ben Kingsley) després que la ruptura del seu matrimoni amb Ted (Jake Weber) el forci a ser més autosuficient. És la segona col·laboració entre Kingsley, Clarkson i la Coixet. Ha estat doblada i subtitulada al català.
La pel·lícula va ser finalista del Premi del Públic al Festival Internacional de Cinema de Toronto del 2014. L'estrena oficial va ser el 21 d'agost de 2015.

## Argument
Wendy és una escriptora novaiorquesa. El seu matrimoni s'enfonsa. Quan comença a reclamar la seva independència, s'adona que mai va aprendre a conduir. Amb la intenció de treure el carnet, rebrà classes de Darwan, un refugiat polític indi sikh amb una gran inclinació per les tradicions, que es guanya la vida com a taxista i instructor d'autoescola. Mentre condueixen per la ciutat de Nova York, tots dos s'allunyaran dels problemes quotidians i iniciaran, entre rialles i desencontres, una gran amistat.

## Repartiment
- Patricia Clarkson com a Wendy Shields.
- Ben Kingsley com a Darwan Singh Tur.
- Grace Gummer com a Tasha.
- Jake Weber com a Ted.
- Sarita Choudhury com a Jasleen.
- John Hodgman com al venedor de cotxes.
- Samantha Bee com a Debbie.
- Matt Salinger com a Peter.
- Daniela Lavender com a Mata.
- Michael Mantell com al pare de Wendy.
- Avi Nash com a Preet.
- Bryan Burton com al conductor d'estudiants.
- Nora Hummel com a l'examinador.

## Recepció
Aprenent a conduir ha rebut crítiques mitjanes a positives. A Rotten Tomatoes es dona a la pel·lícula una puntuació de 66% basada en 56 crítics, amb una mitjana de 6.3 / 10: "La història és una mica previsible, però Learning to Drive surt reforçada pel fort treball d'estrelles com Patricia Clarkson i Ben Kingsley ".
 En una altra pàgina, Metacritic, la pel·lícula té una puntuació de 59 sobre 100, basada en revisions de 23 crítics, indicant "revisions mixtes o mitjanes".